# Giovanni Lucido Cattaneo
Giovanni Lucido Cattaneo (Mantova, 13 novembre 1613 – Mantova, 2 marzo 1685) è stato un vescovo cattolico italiano.

## Biografia
Il marchese di Morano e Ponzano Giovanni Lucido nacque da Guglielmo Cattaneo e fu l'ultimo rappresentante della nobile famiglia mantovana. Venne nominato vescovo di Mantova nel 1674. Durante il suo mandato, venne edificata la chiesa di Sant'Ambrogio e si stabilirono a Mantova le monache cappuccine. Tenne il sinodo diocesano. Morì nel 1685 e venne sepolto nel duomo di Mantova.

## Genealogia episcopale
La genealogia episcopale è:
- Cardinale Scipione Rebiba
- Cardinale Giulio Antonio Santori
- Vescovo Placido della Marra
- Cardinale Melchior Khlesl
- Cardinale Giovanni Battista Maria Pallotta
- Cardinale Pietro Vidoni
- Vescovo Giovanni Lucido Cattaneo